# Xya smithersi
Xya smithersi är en insektsart som först beskrevs av Günther, K.K. 1978.  Xya smithersi ingår i släktet Xya och familjen Tridactylidae. Inga underarter finns listade i Catalogue of Life.